# 윤진희
윤진희(尹眞熙, 1986년 8월 4일~)는 대한민국의 여자 역도 선수이다. 강원 원주 출생이며, 2008년 베이징 올림픽에서 은메달을 획득하였다.
남편은 4세 연하의 역도 선수 원정식이며, 2012년에 결혼하여 슬하에 2녀를 두고 있다. 결혼 후 현역에서 물러났다가, 2015년에 선수로 복귀하여 리우 올림픽에서 동메달을 획득했다.

## 같이 보기
- 장미란